# Autorité combinée du Nord-Est
Hôtel de ville, South Shields
L'autorité combinée du Nord-Est (en anglais : North East Combined Authority - NECA) est une ancienne autorité combinée qui regroupait, entre 2014 et 2024, le comté de Durham, Gateshead, South Tyneside et Sunderland, dans le nord-est de l'Angleterre, au Royaume-Uni.

## Géographie
Le territoire de l'autorité combinée couvrait 346,38 km2 au nord-est de l'Angleterre, bordé par la mer du Nord à l'est.

## Historique
L'autorité combinée est créée le 15 avril 2014, en vertu de la loi de 2009 sur la démocratie locale, le développement économique et la construction, sous le nom officiel d'« autorité combinée de Durham, Gateshead, Newcastle Upon Tyne, North Tyneside, Northumberland, South Tyneside et Sunderland »
En avril 2018, les conseils de Newcastle upon Tyne, North Tyneside et du Northumberland se prononcent pour quitter l'autorité du Nord-Est et former leur propre structure qui voit le jour le 2 novembre suivant sous le nom d'autorité combinée du nord de la Tyne.
Dans un livre blanc, publié en février 2022, le gouvernement britannique annonce son intention de fusionner les autorités combinées voisines du Nord-Est et du nord de la Tyne, pour former une nouvelle autorité combinée qui voit le jour en mai 2024 sous le nom d'autorité combinée du Nord-Est.

## Composition
L'autorité combinée regroupait le comté de Durham, ainsi que les districts métropolitains de Gateshead, South Tyneside et Sunderland.

## Pouvoirs
L'autorité combinée était dotée de pouvoirs en matière de transports publics, de développement économique et de renouvellement urbain. La politique de transport était assurée par un comité conjoint avec l'autorité combinée du nord de la Tyne.

## Politique et administration
L'autorité combinée était dirigée par un conseil formé des dirigeants des conseils des quatre collectivités membres, dont l'un présidait l'autorité, ainsi que par un représentant du monde des entreprises.
Le siège de l'autorité était situé dans l'hôtel de ville de South Tyneside à South Shields.